# Telma Monteiro
Telma Alexandra Pinto Monteiro (Almada, 27 dicembre 1985) è una judoka portoghese, vincitrice della medaglia di bronzo alle Olimpiadi di Rio de Janeiro 2016 nei 57 kg.

## Palmarès
- Giochi olimpici

Rio de Janeiro 2016: bronzo nei 57 kg.
- Mondiali

Il Cairo 2005: bronzo nei 52 kg.
Rio de Janeiro 2007: argento nei 52 kg.
Rotterdam 2009: argento nei 57 kg.
Tokyo 2010: argento nei 57 kg.
Čeljabinsk 2014: argento nei 57 kg.
- Europei

Bucarest 2004: bronzo nei 52 kg.
Rotterdam 2005: bronzo nei 52 kg.
Tampere 2006: oro nei 52 kg.
Belgrado 2007: oro nei 52 kg.
Tblisi 2009: oro nei 57 kg.
Vienna 2010: bronzo nei 57 kg.
Istanbul 2011: argento nei 57 kg.
Čeljabinsk 2012: oro nei 57 kg.
Budapest 2013: bronzo nei 57 kg.
Montpellier 2014: bronzo nei 57 kg.
Tel Aviv 2018: bronzo nei 57 kg.
Praga 2020: argento nei 57 kg.
- Giochi europei

Baku 2015: oro nei 57 kg.
Minsk 2019: bronzo nei 57 kg.

### Vittorie nel circuito IJF
| Data             | Località       | Paese               | Categoria     |
| ---------------- | -------------- | ------------------- | ------------- |
| 21 febbraio 2009 | Amburgo        | Germania            | Gran Prix     |
| 4 luglio 2009    | Rio de Janeiro | Brasile             | Gran Slam     |
| 15 gennaio 2011  | Baku           | Azerbaigian         | World Masters |
| 4 febbraio 2012  | Parigi         | Francia             | Gran Slam     |
| 31 ottobre 2014  | Abu Dhabi      | Emirati Arabi Uniti | Gran Slam     |
| 17 ottobre 2015  | Parigi         | Francia             | Gran Slam     |
| 17 marzo 2018    | Ekaterinburg   | Russia              | Gran Slam     |